# Aphrocallistes yatsui
Aphrocallistes yatsui är en svampdjursart som beskrevs av Okada 1932. Aphrocallistes yatsui ingår i släktet Aphrocallistes och familjen Aphrocallistidae.
Artens utbredningsområde är havet kring Japan. Inga underarter finns listade i Catalogue of Life.